# Otto Adam
Otto Adam (ur. 24 listopada 1909 w Wiesbaden, zm. 2 grudnia 1977 w Ottweiler) – niemiecki florecista, brązowy medalista igrzysk olimpijskich.
Na igrzyskach olimpijskich w Berlinie w 1936 roku reprezentacja III Rzeszy w składzie: Siegfried Lerdon, August Heim, Julius Eisenecker, Erwin Casmir, Stefan Rosenbauer i Otto Adam zdobyła brązowy medal we florecie drużynowym. Był to jego jedyny start olimpijski.
Nie zdobył medalu mistrzostw świata.
Był jednym z założycieli Związku Szermierki Protektoratu Saary. W latach 1957–1970 był prezydentem Niemieckiego Związku Szermierki. Odznaczony Orderem Zasługi Republiki Federalnej Niemiec.